# Postgeschichte und Briefmarken der Türkei
Hier wird die frühe Geschichte der Post in der Türkei dargestellt.

## Geschichte der Türkischen Post

### Postläufer
Sieht man von der wenig erforschten Postgeschichte im Altertum ab, so reicht die Postgeschichte der Türkei bis in die Zeit nach der Eroberung Konstantinopels im Jahre 1453 zurück. Es hatte sich eine Genossenschaft der Schi gebildet, einer Art Läufer, die mit großer Geschwindigkeit mehrere Meilen ohne Aufenthalt zurückzulegen vermochten. Sie trugen dabei leichte Stangen mit sich, um sich über kleine Bachläufe und Gräben schwingen zu können. Sie dienten ursprünglich nur den Staatszwecken, wurden aber im Laufe der Zeit immer mehr von privaten Kunden in Anspruch genommen. Diese Genossenschaft versorgte einige hundert Jahre lang ausschließlich den Postverkehr in der Türkei.

### Reitpost
Sultan Mustaphan III ließ die Genossenschaft der Schi im Russisch-Osmanischen Krieg durch berittene Kuriere ersetzen und an größeren Orten „Relais“ zum Wechseln der Pferde errichten. Erst 1826 gründete man einen Postdienst mit feststehenden Abgangs- und Ankunftszeiten, zunächst nur für Staatszwecke.

### Private Post
Die Beförderung von persönlichen Briefsendungen durch die Staatskuriere begann in der Türkei erst 1841, das schließt nicht aus, dass schon vorher gelegentlich nichtamtliche Schreiben, gegen Bezahlung eines Backschisch, befördert worden waren. Die Staatskuriere verbanden die Reichshauptstadt mit den Sitzen der Generalgouverneure (Vali) in den Provinzen (Vilâyet). Zwischen den Provinzialhauptstädten und den Hauptorten der Kreise (Sandjak) bestanden weitere Verbindungen. Die Kosten dieser Postverbindungen trugen bis 1883 die Provinzialbehörden.
Zur Abfertigung der Kuriere waren bei den Verwaltungsbehörden besondere Büros für Postzwecke eingerichtet. Mit der Übernahme der Privatbriefbeförderung durch den Staat wurden sie in der Reichshauptstadt und in den Provinzialorten von den Staatsbehörden getrennt und einer selbständigen Postdirektion unterstellt. 1871 wurde die Post mit der Telegraphie vereinigt und einer gemeinsamen Direktion unterstellt. 1875 trat die Türkei dem Allgemeinen Postvereinsvertrag von Bern bei.
Bis zum Ausbruch des Ersten Weltkrieges besaßen außer Deutschland, Österreich, Frankreich, England, Griechenland und Ägypten eigene Posteinrichtungen in der Türkei.

## Deutsche Post in der Türkei

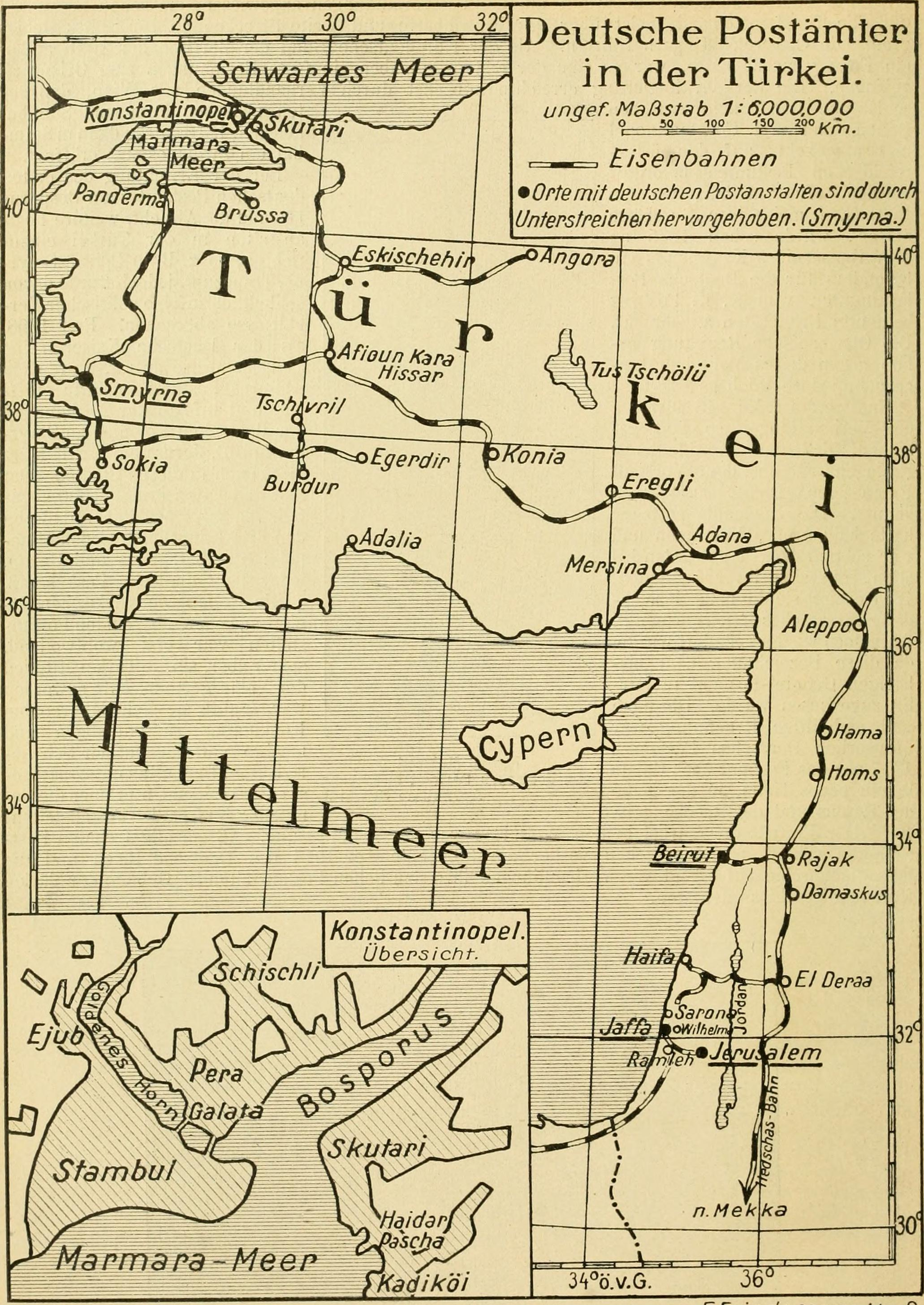
Albert Friedemann's Karte zeigt unterstrichen Namen von Städten mit deutschen Postämtern in Türkei

In der Türkei bestand seit dem 1. März 1870 in Konstantinopel ein deutsches Postamt. Es lag im Stadtteil Galata. Zweigpostämter waren seit 1876 in Stanbul. Am 1. März 1900 kam ein weiteres Zweigpostamt im Stadtteil Pera hinzu. Vorher, am 1. Oktober 1898, wurde in Jaffa ein weiteres Postamt eingerichtet. Es folgten am 1. März 1900 die Postämter in Beirut, Smyrna und Jerusalem. Alle waren dem Postamt in Konstantinopel untergeordnet, das dem Reichspostamt in Berlin unterstellt war. Die deutschen Postanstalten in der Türkei nahmen an allen Bestimmungen des Weltpostvertrages und der Nebenabkommen teil.
Mit dem Eintritt in den Ersten Weltkrieg setzte die Türkei alle Verträge außer Kraft, die die Hoheitsrechte durch Bestehen fremder Postanstalten im eigenen Land beschränkten. Am 30. September 1914 stellten die deutschen Postanstalten ihren Betrieb in der Türkei ein.